# 高梨健太
高梨健太（日语：／ Takanashi Kenta，1997年3月25日—），生于山形县，日本男子排球运动员，曾就读于日本体育大学，2021年亚洲男子排球锦标赛银牌得主、2022年亚洲运动会男子排球铜牌得主。